# We're Back! - 4 dinosauri a New York
We're Back! - 4 dinosauri a New York (We're Back! A Dinosaur's Story) è un film d'animazione del 1993 diretto da Simon Wells, Dick Zondag, Ralph Zondag e Phil Nibbelink. È prodotto da Steven Spielberg ed è stato distribuito da Universal Pictures.
Basato sul romanzo per bambini We're Back! A Dinosaur's Story di Hudson Talbott del 1987, narra le vicende di un gruppo di dinosauri che si ritrova a New York. Il film è noto per il brano Rotola giù per la preistoria, composto da James Horner e Thomas Dolby.

## Trama
New York, 1993. Su un albero in un campo da golf, un uccellino di nome Buster viene sbeffeggiato dai fratelli maggiori per essere il più piccolo ed il preferito dalla madre. Nel tentativo di abbandonare il nido, il piccolo incontra Rex, un tirannosauro simpatico e intelligente, intento a giocare a golf. Buster si confida con il dinosauro spiegandogli che è stufo della sua famiglia e vuole andare a lavorare in un circo. Rex inizia così a raccontare la sua storia.
Nel Cretaceo, Rex - all'epoca feroce e selvaggio - viene catturato da una gigantesca macchina del tempo volante, nella quale un piccolo essere verde chiamato Trombetta, gli fa ingerire il Grano Cerebrale, un cereale da colazione dotato di speciali facoltà - come infondere l'intelligenza e di conseguenza, l'amore - negli esseri dotati di scarso intelletto. Rex fa conoscenza con altri tre dinosauri (anche loro già sottoposti al Grano Cerebrale): il triceratopo Spiaccica, l'incantevole pteranodonte Elsa, che da subito si mostra interessata a Rex, e il parasaurolofo Goffardo. In seguito, i quattro fanno conoscenza con il genio che pilota la macchina, il capitano Occhidolci che, diventato ricco grazie alla creazione del suo Grano Cerebrale, ha deciso di dedicare la sua vita ad aiutare le persone, esaudendo i loro desideri e facendo avverare i loro sogni.
Occhidolci mostra poi ai dinosauri la sua Radio dei desideri, con la quale ha capito che il desiderio più ardito dai bambini è proprio quello di vedere un dinosauro vero. Spiega, quindi, di aver fatto evolvere i quattro dinosauri per poterli portare nel XX secolo e farli assumere al Museo di Storia Naturale di New York e di dover, a tal proposito, incontrare la professoressa Juliet Bleeb, dottoressa impiegata al Museo. Il professore, però, li mette anche in guardia nei confronti del professor Sguercio, il suo fratello gemello che, reso pazzo in seguito alla perdita dell'occhio sinistro, dovuta all'aggressione di un corvo, ha consacrato la sua vita al male. La macchina ritorna, quindi, al presente e i quattro dinosauri vengono fatti atterrare a New York: qui incontrano Louie, un ragazzino in fuga dalla sua famiglia e, in seguito, la piccola Cecilia, i quali fanno subito amicizia con loro e tentano di aiutarli ad arrivare al museo.
I bambini, sapendo che gli adulti andrebbero nel panico nel vedere dei dinosauri, hanno l'idea di nasconderli durante la parata del Giorno del Ringraziamento, ma ben presto il piano fallisce, le persone si accorgono di aver a che fare con veri animali preistorici e, in preda al terrore, scatenano il caos e cominciano a dar loro la caccia. Dopo una folle fuga, Louie e Cecilia - separatisi dai dinosauri - si ritrovano nel sinistro circo del professor Sguercio, dove Louie e Cecilia stipulano un contratto con la speranza di poter lavorare nel circo. Quando i dinosauri raggiungono i ragazzi, Sguercio li ricatta promettendo di liberare i bambini e annullare il contratto a patto che i dinosauri si sottopongano allo Strizzacervelli, un medicinale di sua invenzione che farebbe tornare i dinosauri bestie feroci e violente, e quindi attrazioni ideali per i suoi spettacoli. Louise e Cecilia fanno anche conoscenza con Arcibaldo, un clown simpatico del circo, amareggiato perché Sguercio non gli lascia esercitare la vera comicità, volendo invece terrorizzare la gente con il suo circo della paura, e dal quale riescono a ottenere un aiuto per cercare un sistema per liberare i loro amici dinosauri dal contratto.
Durante il grande spettacolo, uno dei corvi che infestano il circo causa un incidente con dei riflettori e Rex, ipnotizzato da Sguercio per essere domato, esce dalla trance e perde il controllo, assalendo il professore e cercando di divorarlo, ma Louie si frappone, implorando Rex di risparmiare la vita al terrificante professore, per non diventare un mostro come lui: il potere dell'amore è così forte che l'effetto dello Strizzacervelli viene annullato e Rex e gli altri tornano buoni. Solo Sguercio, abbandonato da tutti e in preda al terrore,  viene aggredito dai corvi, che lo uccidono.
Rex e i suoi amici, giunti finalmente al Museo, iniziano a lavorare per la dottoressa Bleeb, divertendo i bambini ed esaudendo il loro desiderio; Louie e Cecilia diventano inseparabili e tornano dalle corrispettive famiglie riuscendo a chiarire con loro ogni dissapore. L'uccellino Buster, alla fine del racconto di Rex, impara la lezione e decide di tornare al suo nido e sistemare le cose con la sua famiglia.

## Personaggi
- Rex: un tirannosauro arancione e giallo, leader del gruppo di dinosauri. È il più intelligente, simpatico, gentile e altruista del gruppo, oltre che il più grosso dei quattro, e ha la passione per il golf.
- Elsa: una Pteranodonte  viola e rosa, unica femmina del gruppo e l'unica in grado di volare, ed è anche la più dolce, affettuosa e gentile. Si affeziona molto velocemente a Rex, tanto da innamorarsene.
- Spiaccica: un triceratopo blu e celeste ingombrante, goffo e distratto, ma molto dolce e gentile. Ha il difetto di calpestare accidentalmente piccoli animali che non vede mai.
- Goffardo: un parasaurolofo verde, il più simpatico, svitato, strampalato e imbranato del gruppo. È il secondo per statura solo a Rex.
- Louis: un bambino che, stufo delle eccessive attenzioni dei genitori, ha deciso di vivere in maniera indipendente e senza fissa dimora. È amico dei quattro dinosauri; alla fine del film si ritrova fidanzato con Cecilia .
- Cecilia Nuthatch: una dolce e graziosa bambina amica dei quattro dinosauri, che sviluppa durante il film una certa infatuazione(a fine film ricambiata ) per Louis.
- Capitano Occhidolci: un geniale scienziato, amico dei quattro dinosauri. Egli è l'opposto di suo fratello, infatti è un uomo gentile, altruista e dal cuore d'oro. Il suo scopo principale consiste nel realizzare i sogni degli altri, soprattutto quelli dei bambini.
- Arcibaldo: un clown simpatico, gentile e amichevole del circo, amico dei protagonisti. Nonostante sia sempre molto efficace verso il pubblico con i suoi sketch, non riesce mai a fare buona impressione sul suo padrone ovvero il Professor Sguercio.
- Buster: un uccellino blu, protetto dalla madre e divenuto oggetto di scherno da parte dei fratelli, che lo tormentano e lo prendono in giro.
- Professor Sguercio: è il principale antagonista del film. Fratello gemello del Capitano Occhidolci, è il direttore di un circo nonché uno stregone malvagio , ha un carattere arrogante , egoista , testardo e crudele , arriva addirittura a trasformare i quattro Dinosauri dolci in feroci per spaventare gli spettatori e aumentare la sua malvagità. Alla fine rimane solo, abbandonato da tutti e in preda al terrore dato che stando solo non riesce a spaventare nessuno, per poi morire divorato dai suoi stessi corvi.

## Produzione
Durante la lavorazione, il ruolo del professor Sguercio era stato affidato a John Malkovich, ma venne sostituito a causa di problemi coi produttori da Kenneth Mars. Tuttavia Malkovich era presente alla promozione del film insieme a  Cronkite, Goodman, Child, Leno e Short. Anche Christopher Lloyd fece il provino, ma il giorno in cui prese l'aereo da Boston, dove si trovava per uno spettacolo teatrale, venne colpito da una brutta influenza, e Steven Spielberg dovette perciò posticipare le sue registrazioni di doppiaggio, al termine delle quali però venne scartato, poiché lui e il produttore Douglas Wood, dissero che la sua interpretazione ricalcava troppo due suoi personaggi, Doc di Ritorno al futuro e Jim Ignatowski della sitcom Taxi.

## Promozione
Per promuovere il film, venne realizzato un pallone ad elio con le sembianze di Rex e messo insieme agli altri alla reale Parata della Festa del Ringraziamento di quell'anno, ma a causa di un incidente, avvenuto in Columbus Circle, la testa del pallone si staccò dal resto del corpo e cadde in strada senza causare danni, chiudendo la parata con la parte del corpo mancante.

## Colonna sonora
La colonna sonora include il brano Rotola giù per la preistoria di James Horner e Thomas Dolby.
1. Main Title / Primeval Times – 4:14
2. Flying Forward in Time – 5:48
3. Welcome to New York – 2:26
4. First Wish, First Flight – 3:48
5. A Hint of Trouble / The 'Contract' – 1:49
6. Roll Back the Rock (to the Dawn of Time): John Goodman – 2:55
7. Grand Slam Demons – 2:05
8. Hot Pursuit – 3:18
9. Central Park – 1:21
10. Screweyes' Circus / Opening Act – 1:12
11. Circus – 2:29
12. Fright Radio / Rex's Sacrifice – 6:19
13. Grand Demon Parade – 7:39
14. The Kids Wake Up / A New Day – 2:57
15. The Transformation – 5:30
16. Special Visitors to the Museum of Natural History – 2:12
17. Roll Back the Rock (to the Dawn of Time): Little Richard – 2:56

## Distribuzione

### Date di uscita
Il film fu distribuito nelle sale cinematografiche statunitensi il 24 novembre 1993, mentre in Italia fu distribuito direttamente in VHS nel novembre 1994.
- Stati Uniti: 24 novembre 1993
- Regno Unito e  Irlanda: Giugno 1994
- Canada: 22 giugno 1994
- Germania: 23 giugno 1994
- Australia: 30 giugno 1994
- Brasile: 6 luglio 1994
- Hong Kong: 29 luglio 1994
- Giappone: 20 agosto 1994
- Emirati Arabi Uniti: 9 ottobre 1994
- Italia: Novembre 1994
- Ungheria: Dicembre 1994

## Accoglienza

### Incassi
Con il Budget di 10 milioni di dollari, il film ne incassa a malapena 9,3 milioni di dollari, rivelandosi un flop al botteghino.

### Critica
Il film viene bocciato completamente dai critici, ottenendo recensioni per lo più negative. Il sito Rotten Tomatoes ha riportato in modo retrospettivo una valutazione del 38% sulla base di 16 recensioni.